# Heinrich Konen
Heinrich Mathias Konen (Köln, 16 de setembro de 1874 — Bad Godesberg, 31 de dezembro de 1948) foi um físico e político alemão.

## Vida e obra
Heinrich Konen doutorou-se em 1897 em física pela Universidade de Bonn, onde habilitou-se em 1902. Em 1905 seguiu para a Universidade de Münster, retornando em 1920 para a Universidade de Bonn, onde foi reitor de 1929 a 1932.
Caçado pelos nazistas, foi aposentado compulsoriamente em 1934, por negar-se a utilizar a infame braçadeira então instituída na universidade e bradar a saudação hitleriana. Passada a guerra reassumiu sua cadeira em Bonn, onde foi o primeiro reitor pós-guerra.